# Miklós Vámos

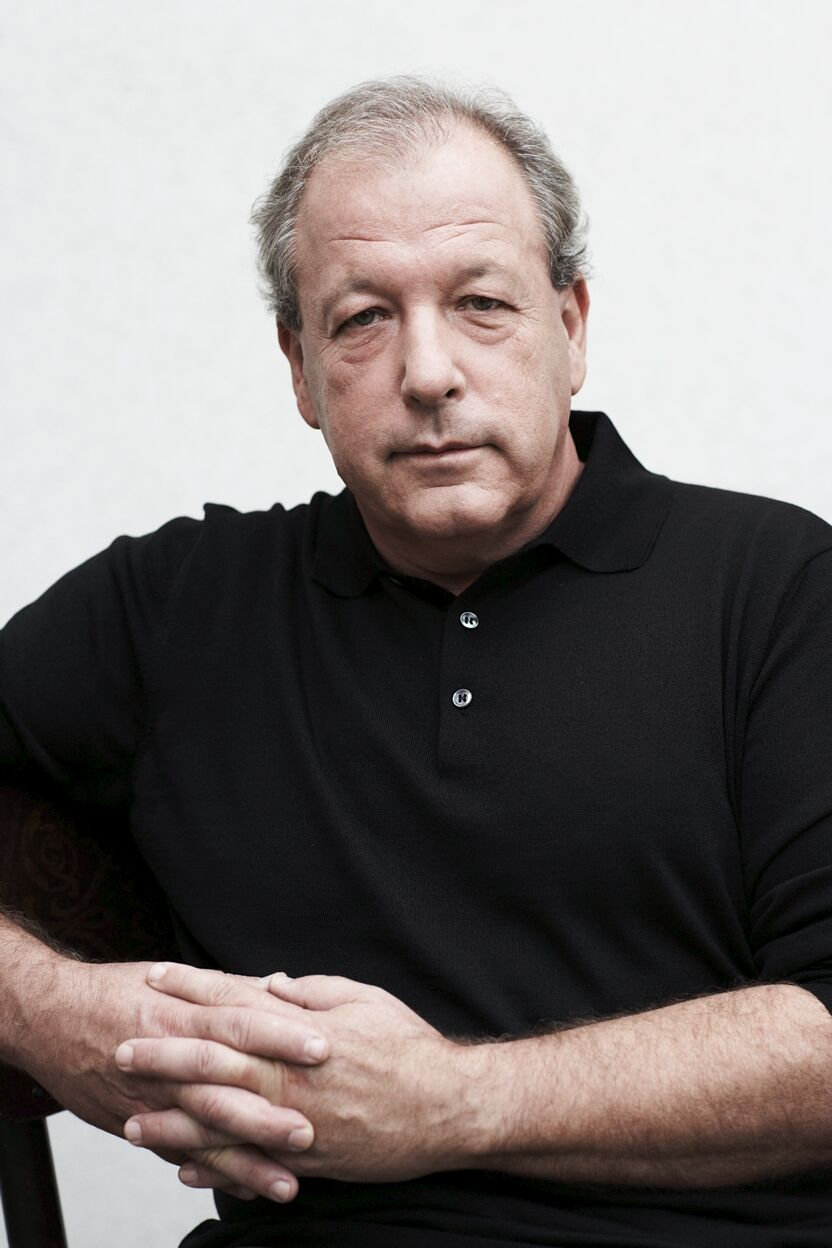
Miklós Vámos (2007)

Miklós Vámos (eigentlich Tibor Vámos; geboren 29. Januar 1950 in Budapest) ist ein ungarischer Schriftsteller und Dramaturg.

## Leben
Miklós Vámos wurde nach der Matura zunächst aus politischen Gründen nicht zum Studium zugelassen. Er arbeitete als Setzer, machte seinen Wehrdienst und war Mitglied einer Rockband. Dann studierte er an der Loránd-Eötvös-Universität von 1970 bis 1974 Jura. Nach der Promotion war er Dramaturg in einem Filmstudio. Seine ersten Veröffentlichungen hatte er 1969. Er war von 1975 bis 1988 Redakteur der literarischen Wochenschrift Élet és Irodalom („Leben und Literatur“). Er hat Theaterstücke sowie Drehbücher für eine Reihe von Filmen verfasst. Vámos hat sich längere Zeit in den USA aufgehalten und spricht mehrere Sprachen. In Ungarn ist Vámos heute ein Medienstar mit einer eigenen Talkshow: Lehetetlen („Unmöglich“). Er ist Mitglied des ungarischen P.E.N.-Clubs.
Vámos’ Familiensaga über dreihundert Jahre ungarische Geschichte, Buch der Väter, wurde in mehrere europäische Sprachen übersetzt.
Vámos hat eine Tochter und lebt mit seiner derzeitigen Frau und zwei Söhnen in Budapest.

## Auszeichnungen
In Ungarn unter zahlreichen anderen:
- Attila-József-Preis, 1984
- Offizier des Verdienstordens der Republik Ungarn (2004)

## Übersetzungen aus dem Ungarischen

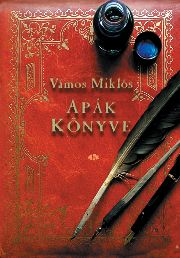
Buch der Väter

- Vom Lieben und Hassen. Aus dem Ungarischen übersetzt von Ernő Zeltner, btb, München 2006 („Anya csak egy van“)
- Buch der Väter. Aus dem Ungarischen übersetzt mit Anmerkungen und einem Nachwort versehen von Ernő Zeltner, btb, München 2006 („Apák könyve“)
- in englischer Übersetzung liegen vor:
- The Xenophobe’s Guide to the Hungarians von Miklós Vámos und Mátyás Sárközi, 1999, ISBN 1-902825-31-4 (Originalausgabe in Englisch)
- Travels in Erotica (Who the Hell is Goethe?), 2007 („Utazások Erotikában“) bei btb angekündigt für 2010 unter dem Titel Meine zehn Frauen dnb